# Астреа
Астреа (исп. Astrea) — город и муниципалитет на северо-востоке Колумбии, на территории департамента Сесар.

## История
Поселение Астреа было основано 18 апреля 1936 года. Муниципалитет был образован в 1984 году.

## Географическое положение

Муниципалитет Астреа

Город расположен в западной части департамента, на расстоянии приблизительно 130 километров к юго-западу от Вальедупара, административного центра департамента. Абсолютная высота — 94 метра над уровнем моря.

Муниципалитет Астреа граничит на юге с муниципалитетом Чимичагуа, на востоке — с муниципалитетами Чиригуана и Эль-Пасо, на севере и западе — с территорией департамента Магдалена.
Площадь муниципалитета составляет 563,14 км². Среднегодовая температура воздуха — 30 °C.

## Население
По данным Национального административного департамента статистики Колумбии, совокупная численность населения города и муниципалитета в 2012 году составляла 18 982 человек.
Динамика численности населения муниципалитета по годам:
| 2005   | 2006   | 2007   | 2008   | 2009   | 2010   | 2011   | 2012   |
| ------ | ------ | ------ | ------ | ------ | ------ | ------ | ------ |
| 18 394 | 18 468 | 18 553 | 18 642 | 18 734 | 18 817 | 18 901 | 18 982 |

Согласно данным переписи 2005 года мужчины составляли 52,4 % от населения Астреи, женщины — соответственно 47,6 %. В расовом отношении белые и метисы составляли 95,3 % от населения города; негры, мулаты и райсальцы — 4,6 %; индейцы — 0,1 %.
Уровень грамотности среди всего населения составлял 81,3 %.

## Экономика
Основу экономики Астреи составляет сельскохозяйственное производство.

64,3 % от общего числа городских и муниципальных предприятий составляют предприятия торговой сферы, 27,5 % — предприятия сферы обслуживания, 4,5 % — промышленные предприятия, 3,7 % — предприятия иных отраслей экономики.